# Martuni
Martuni (en armeni, Մարտունի) és una ciutat que exerceix de capital del municipi homònim de la Província de Guegharkunik, a Armènia. Està localitzada a les ribes meridionals del llac Sevan. Segons el cens del 2011 tenia 12.894. Segons estimacions oficials del 2016 en tenia uns 11.200 i segons el cens del 2022 tenia una població de 11.287 habitants.

## Etimologia
Durant l'edat mitjana la zona de l'actual Martuni s'anomenava Mets Kznut. Entre els anys 1830 i 1922 fou anomenada Nerkin Gharanlugh. El 126 va rebre el nom de Martuni en honor al líder bolxevic Aleksandr Myasnikyan, que tenia el nom de guerra de Martuni.

## Cultura
A la ciutat hi ha l'església de la Mare de Déu (1886) i un fort de l'edat de ferro que fou excavat l'any 1997.
Refugiats provinents d'Eleşkirt van portar la seva tradició culinària del kufteh elaborat amb llavors de cànem. Aquest plat és consumit especialment durant el període de Quaresma. Com que el cànem i el cànnabis provenen de la mateixa espècie vegetal (Cannabis sativa), en diverses ocasions la policia de Martuni ha dut a terme operacions contra el cultiu local de plantes de cànem, actuant sota la falsa suposició que es destinaven a la producció de substàncies estupefaents.

## Economia
Martuni és la seu de la fàbrica de pa "Arev-1", fundada l'any 1995, i de la planta de processament de cafè "Golden Lens", establerta l'any 1998.
A partir de l'any 2015, en el marc de la commemoració del centenari del genocidi armeni, deu organitzacions es van unir per desenvolupar un programa de revitalització en un poble de la regió. Aquest programa incloïa iniciatives en l'àmbit econòmic, sanitari i del desenvolupament infantil. La iniciativa fou impulsada per l'Associació Missionera Armènia d'Amèrica (Armenian Missionary Association of America, AMAA), amb el suport de World Vision Armènia, la Fundació per al Desenvolupament dels Pobles Armenis (COAF), SHEN i altres entitats col·laboradores.

## Esports

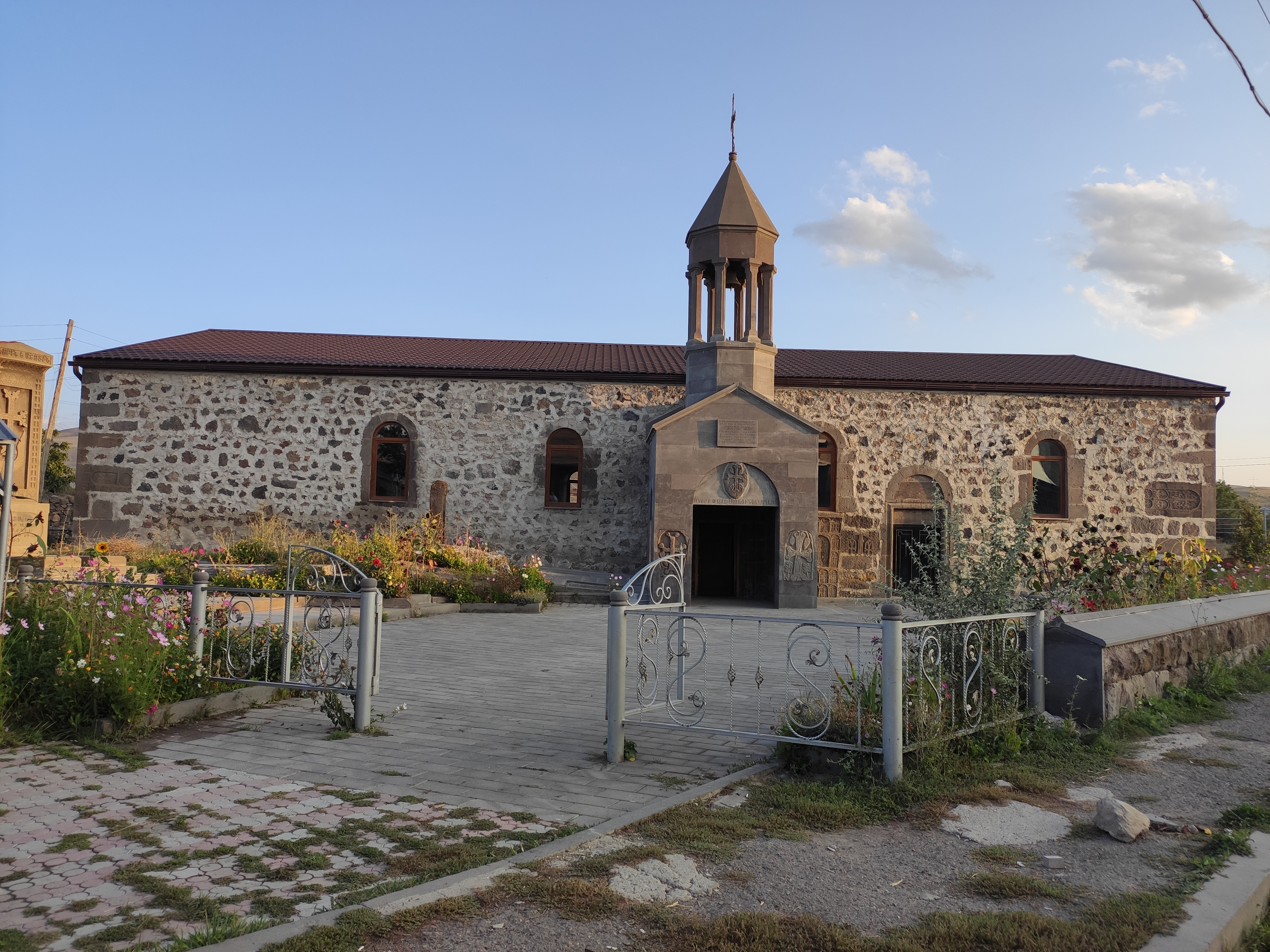
Església de la Mare de Déu de Martuni

La ciutat de Martuni fou la llar originària del club de futbol FC Alashkert, equip que pren el nom de la localitat d'Alashkert, a l'Armènia Occidental (actual Eleşkirt, a Turquia), d'on provenia un gran nombre de refugiats que s'establiren a Martuni després del genocidi armeni.
El club fou fundat l'any 1990 i representà Martuni en la temporada inaugural de la Lliga Premier d'Armènia, l'any 1992, just després de la independència del país. En aquella temporada, l'equip acabà en la darrera posició del grup de descens de la segona fase i fou relegat a la Primera Lliga Armènia. Després d'aquesta única participació a la màxima categoria, el club es retirà de les competicions oficials.
El FC Alashkert reaparegué l'any 1998, quan va competir en la Primera Lliga d'Armènia, en la qual finalitzà en sisena posició. Tanmateix, al final d'aquella mateixa temporada, es tornà a retirar de les competicions. Des de llavors, Martuni no ha disposat de cap equip de futbol representatiu.
L'any 2011, l'empresari local Bagrat Novojan impulsà la restauració del nom FC Alashkert. Tot i que el club representà oficialment tant Martuni com la província de Gegharkunik durant la temporada 2012–2013 de la Primera Lliga Armènia, en la pràctica l'equip disputava els seus partits a Yerevan, capital del país, concretament a l'estadi Nairi, on el club fou definitivament traslladat.